# 1918 en cyclisme
| Années du cyclisme : 1915 - 1916 - 1917 - 1918 - 1919 - 1920 - 1921    |
| Décennies du cyclisme : 1880 - 1890 - 1900 - 1910 - 1920 - 1930 - 1940 |

Les faits marquants de l'année 1918 en cyclisme.

## Par mois

### Avril
- 14 avril : Costante Girardengo gagne le Milan-San Remo.

### Mai
5 mai : le Suisse Anton Sieger gagne le Championnat de Zurich.
19 mai : le Français Charles Mantelet gagne Paris-Tours.

### Juin
2 juin : l'Espagnol Simon Febrer redevient champion d'Espagne sur route.
2 juin : le Suisse Ernst Kaufmann conserve son titre de champion de Suisse sur route.
30 juin : l'Italien Costante Girardengo gagne le Tour d'Émilie.

### Juillet
14 juillet : le Néerlandais Jorinus Van Der Wiel conserve son titre de champion des Pays-Bas sur route.

### Octobre
6 octobre : l'Italien Gaetano Belloni gagne Milan-Turin. 
13 septembre : l'italien Ugo Bianchi gagne le Tour du Piémont. 
27 octobre : l'Italien Gaetano Belloni gagne Milan-Modène. 

### Novembre
- 10 novembre : Gaetano Belloni gagne le Tour de Lombardie.